# Liste der Baudenkmale in Pokrent
In der Liste der Baudenkmale in Pokrent sind alle denkmalgeschützten Bauten der mecklenburgischen Gemeinde Pokrent und ihrer Ortsteile aufgelistet. Grundlage ist die Veröffentlichung der Denkmalliste des Kreises Nordwestmecklenburg mit dem Stand vom 16. September 2020. 

## Baudenkmale nach Ortsteilen

### Pokrent
| ID   | Lage                 | Bezeichnung              | Beschreibung | Bild           |
| ---- | -------------------- | ------------------------ | --- | -------------- |
| 1070 | (Karte)              | Kirche                   | Gotische, einschiffige Backsteinkirche vom laut Dehio wohl 14. Jahrhundert mit Strebepfeilern und einem kreuzrippengewölbten Chor mit 5/8-Schluss, Westturm aus Backstein auf Feldsteinsockel, Innen: Holzdecke vom 19. Jh., Taufstein aus Granit vom 13. Jh., neugotisch sind Kanzel, Altar, Empore und Gestühl von 1853 bis 1856. | Weitere Bilder |
| 1069 |                      | Friedhofskapelle         | | Weitere Bilder |
| 1071 | Dorfstraße 1         | Gaststätte               | |                |
| 1067 | Dorfstraße 4         | Stellmacherei            | |                |
| 1072 | Neuendorfer Straße 2 | Wohnhaus                 | |                |
| 1073 | Neuendorfer Straße 3 | Pfarrhof m. Nebengebäude | |                |

## Quelle
- Denkmalliste des Landkreises Nordwestmecklenburg (Stand: 9. November 2023; PDF, 1,2 MByte)